# Japandroids
Japandroids är en garagerock-duo från Vancouver, British Columbia, Kanada. Japandroids bildades 2006 när båda medlemmarna gick på University of Victoria. I början så försökte de hitta en tredje medlem, men kom istället fram till att de skulle turas om med att sjunga.
Deras debutalbum, Post-Nothing, släpptes i mitten av 2009. Uppföljaren, Celebration Rock, släpptes i juni 2012. 2017 släppte de sin tredje skiva, Near to the Wild Heart of Life.
2024 meddelade gruppen att de skulle upplösas och gav ut ett sista album, Fate & Alcohol.

## Namnet
Namnet Japandroids är egentligen en kombination av två tidigare namnförslag, Japanese Scream (från David Prowse) och Pleasure Droids (från Brian King). Ibland så stavar de namnet utan vokaler, JPNDRDS.

## Diskografi

### Studioalbum
- 2009 – Post-Nothing
- 2012 – Celebration Rock
- 2017 – Near to the Wild Heart of Life
- 2024 – Fate & Alcohol

### EP-skivor
- 2007 – All Lies
- 2008 – Lullaby Death Jams

### Samlingsalbum
- 2010 – No Singles